# Moryń (gmina)
Moryń – gmina miejsko-wiejska w południowo-zachodniej części województwa zachodniopomorskiego, w powiecie gryfińskim, położona na Pojezierzu Myśliborskim i Równinie Gorzowskiej. Siedzibą gminy jest miasto Moryń.
Według danych z 31 grudnia 2016 r. gmina miała 4331 mieszkańców.

## Położenie
Gmina znajduje się w południowo-zachodniej części województwa zachodniopomorskiego, w południowej części powiatu gryfińskiego.
W latach 1975–1998 znajdowała się w województwie szczecińskim.

## Demografia
Dane z 31 grudnia 2005:
| Opis                              | Ogółem | Ogółem | Kobiety | Kobiety | Mężczyźni | Mężczyźni |
| --------------------------------- | ------ | ------ | ------- | ------- | --------- | --------- |
| jednostka                         | osób   | %      | osób    | %       | osób      | %         |
| populacja                         | 4396   | 100    | 2258    | 51,4    | 2138      | 48,6      |
| gęstość zaludnienia (mieszk./km²) | 35,2   | 35,2   | 18,1    | 18,1    | 17,1      | 17,1      |

- Liczba ludności:
  - w wieku przedprodukcyjnym: 917
  - w wieku produkcyjnym: 2 855
  - w wieku poprodukcyjnym: 518
- Saldo migracji: -8 (osób)
- Przyrost naturalny: -1,6‰ (-7 osób)
- Stopa bezrobocia: 16,5% (2006)

| Rok  | Liczba ludności |
| ---- | --------------- |
| 1995 | 4 516           |
| 1996 | 4 509           |
| 1997 | 4 498           |
| 1998 | 4 488           |
| 1999 | 4 501           |
| 2000 | 4 414           |
| 2001 | 4 416           |
| 2002 | 4 443           |
| 2003 | 4 441           |
| 2004 | 4 410           |
| 2005 | 4 396           |

Gminę zamieszkuje 5,2% ludności powiatu.

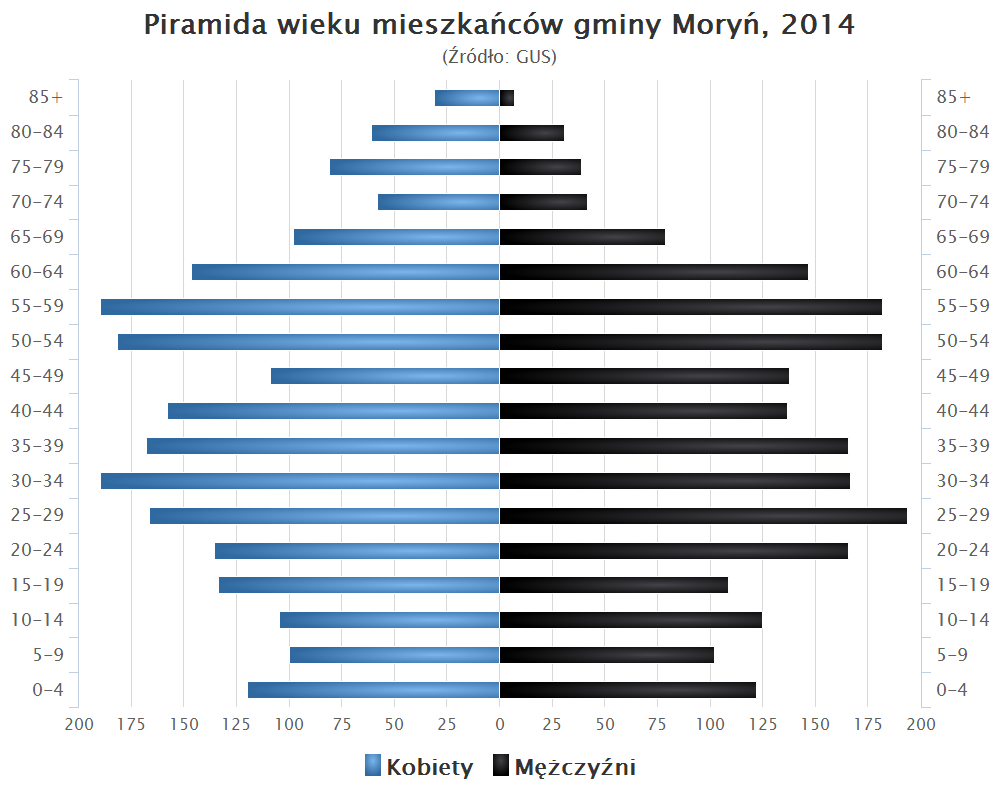
Piramida wieku mieszkańców gminy Moryń w 2014 roku

## Przyroda i turystyka
Gmina leży na Pojezierzu Myśliborskim i Równinie Gorzowskiej. Fragment północnej oraz południowej części gminy zajmuje Cedyński Park Krajobrazowy. W granicach miasta Morynia znajduje się duże jezioro Morzycko. Przez gminę prowadzi niebieski szlak turystyczny z Mieszkowic nad Odrę w okolicach wsi Piasek. Tereny leśne zajmują 26% powierzchni gminy, a użytki rolne 59%.

## Komunikacja
Przez wschodnie peryferia gminy prowadzi droga krajowa nr 31 łącząca wieś Witnicę przez Wierzchlas (5 km) z Mieszkowicami (9 km) oraz z Chojną (11 km), a także droga wojewódzka nr 125 z Morynia do Wierzchlasu (9 km) i Cedyni (15 km).
Gmina Moryń uzyskała połączenie kolejowe w 1876 r. po wybudowaniu odcinka Kostrzyn–Chojna na Magistrali Nadodrzańskiej Wrocław–Szczecin. Rok później ukończona była już cała linia. W 1985 r. zelektryfikowano ostatni odcinek linii z Rzepina do Nowego Czarnowa (Dolnej Odry). Do miasta (przystanek Przyjezierze Moryń) linię doprowadzono w 1892 r. z Godkowa do Siekierek. W 1991 r. linia ta została zamknięta. Obecnie w gminie czynne są 2 stacje: Witnica Chojeńska i Bielin.
W gminie czynny jest 1 urząd pocztowy: Moryń (nr 74-503).

## Zabytki
Kościół pw. Świętego DuchaXIII-wieczny kościół granitowy, który jest romańską bazyliką trójnawową na planie krzyża. Wieża pochodzi z XV wieku wolno stojąca z przejazdem. Górna część wieży z latarnią z 1756 roku. Na szczytach kościoła widoczne są liczne rozety, półkoliste i ostrołukowe blendy. W środku znajduje się starszy od kościoła ołtarz datowany na XII w. Zbudowany z kostki granitowej (jeden z nielicznych w Polsce). Ambona barokowa z 1711 r. rzeźbiona przez Heinricha Bernarda Hattenkerella. W ścianę wmurowano epitafium z 1750 roku z portretem Schoneberka.
Mury miasta MoryńMury obronne z granitu i kamienia polnego z około XV w. otaczają miasto kołem o średnicy ok. 300 m.
Ruiny średniowiecznego zamczyska z ok. XIII w.

## Administracja i samorząd
W 2016 r. wykonane wydatki budżetu gminy Moryń wynosiły 14,5 mln zł, a dochody budżetu 14,2 mln zł. Zobowiązania samorządu (dług publiczny) według stanu na koniec 2016 r. wynosiły 3,3 mln zł, co stanowiło 23,2% poziomu dochodów.
Na terenie gminy utworzono 9 sołectw: Bielin, Dolsko, Gądno, Klępicz, Mirowo, Nowe Objezierze, Przyjezierze, Stare Objezierze, Witnica. Ponadto gmina Moryń utworzyła jednostkę pomocniczą – „Miasto Moryń”.

## Miejscowości
Bielin, Dolsko, Gądno, Klępicz, Mirowo, Nowe Objezierze, Przyjezierze, Stare Objezierze, Witnica,
Macierz, Mierno, Młynary, Moryń-Dwór, Niwka, Skotnica, Wisław, Witniczka